# Igors Troickis
Igors Troickis (11 gennaio 1969) è un ex calciatore lettone, di ruolo difensore.

## Carriera

### Club
Esordì in prima squadra nel RAF Jelgava, all'epoca noto come RVShSM-RAF Elgava, una delle tre squadre lettoni a militare nei campionati nazionali sovietici; rimase a Jelgava anche dopo l'indipendenza lettone, ma nel corso del 1992 passò allo Skonto. Con questa squadra vinse quel campionato e i successivi quattro, oltre a due coppe lettoni.
Nel 1997 cominciò la sua avventura in Russia, prima al Baltika, nella massima serie, dove però totalizzò appena tre presenze; nel corso della stagione scese quindi di categoria, al Kristall Smolensk, dove rimase anche nella stagione successiva. Nel 1999 è al Lokomotiv San Pietroburgo.
Dal 2000 torna in patria al Ventspils: qui rimane tre stagioni, vincendo una Coppa di Lettonia. Chiude la carriera al FK Riga, dove rimane per tre stagioni.

### Nazionale
Fece il suo esordio in nazionale nell'amichevole contro la Romania dell'8 aprile 1992 che segnò il ritorno ufficiale della Lettonia alle competizioni dopo la ritrovata indipendenza.
In precedenza, nel novembre 1991, aveva preso parte alla Coppa del Baltico 1991 con la selezione non ufficiale della Lettonia: nella prima partita contro l'Estonia mise a segno un gol, mentre nella seconda, contro la Lituania, entrò al posto di Dzintars Sproģis.
Con la Lettonia vinse sia la Coppa del Baltico del 1993 (giocata da capitano) sia quella del 1995.
Totalizzò 41 presenze in nazionale, senza mettere a segno reti.

## Statistiche

### Cronologia presenze e reti in Nazionale
| Cronologia completa delle presenze e delle reti in nazionale ― Lettonia | Cronologia completa delle presenze e delle reti in nazionale ― Lettonia | Cronologia completa delle presenze e delle reti in nazionale ― Lettonia | Cronologia completa delle presenze e delle reti in nazionale ― Lettonia | Cronologia completa delle presenze e delle reti in nazionale ― Lettonia | Cronologia completa delle presenze e delle reti in nazionale ― Lettonia | Cronologia completa delle presenze e delle reti in nazionale ― Lettonia | Cronologia completa delle presenze e delle reti in nazionale ― Lettonia |
| Data                                                                    | Città                                                                   | In casa                                                                 | Risultato                                                               | Ospiti                                                                  | Competizione                                                            | Reti                                                                    | Note                                                                    |
| ----------------------------------------------------------------------- | ----------------------------------------------------------------------- | ----------------------------------------------------------------------- | ----------------------------------------------------------------------- | ----------------------------------------------------------------------- | ----------------------------------------------------------------------- | ----------------------------------------------------------------------- | ----------------------------------------------------------------------- |
| 8-4-1992                                                                | Bucarest                                                                | Romania                                                                 | 2 – 0                                                                   | Lettonia                                                                | Amichevole                                                              | -                                                                       |                                                                         |
| 15-5-1993                                                               | Riga                                                                    | Lettonia                                                                | 0 – 0                                                                   | Albania                                                                 | Qual. Mondiali 1994                                                     | -                                                                       |                                                                         |
| 2-7-1993                                                                | Pärnu                                                                   | Estonia                                                                 | 0 – 2                                                                   | Lettonia                                                                | Coppa del Baltico 1993                                                  | -                                                                       |                                                                         |
| 3-7-1993                                                                | Pärnu                                                                   | Lettonia                                                                | 0 – 0                                                                   | Lituania                                                                | Coppa del Baltico 1993                                                  | -                                                                       |                                                                         |
| 3-6-1994                                                                | Riga                                                                    | Lettonia                                                                | 2 – 0                                                                   | Malta                                                                   | Amichevole                                                              | -                                                                       | Ammonizione                                                             |
| 26-6-1994                                                               | Riga                                                                    | Lettonia                                                                | 1 – 3                                                                   | Georgia                                                                 | Amichevole                                                              | -                                                                       | 57’                                                                     |
| 30-7-1994                                                               | Vilnius                                                                 | Estonia                                                                 | 0 – 2                                                                   | Lettonia                                                                | Coppa del Baltico 1994                                                  | -                                                                       |                                                                         |
| 31-7-1994                                                               | Vilnius                                                                 | Lituania                                                                | 1 – 0                                                                   | Lettonia                                                                | Coppa del Baltico 1994                                                  | -                                                                       |                                                                         |
| 6-9-1994                                                                | Riga                                                                    | Lettonia                                                                | 0 – 3                                                                   | Irlanda                                                                 | Qual. Euro 1996                                                         | -                                                                       |                                                                         |
| 9-10-1994                                                               | Riga                                                                    | Lettonia                                                                | 1 – 3                                                                   | Portogallo                                                              | Qual. Euro 1996                                                         | -                                                                       |                                                                         |
| 6-11-1994                                                               | Ozolnieki                                                               | Lettonia                                                                | 0 – 0                                                                   | Estonia                                                                 | Amichevole                                                              | -                                                                       |                                                                         |
| 15-11-1994                                                              | Eschen                                                                  | Liechtenstein                                                           | 0 – 1                                                                   | Lettonia                                                                | Qual. Euro 1996                                                         | -                                                                       |                                                                         |
| 8-3-1995                                                                | Budapest                                                                | Ungheria                                                                | 3 – 1                                                                   | Lettonia                                                                | Qual. Euro 1996                                                         | -                                                                       |                                                                         |
| 29-3-1995                                                               | Salisburgo                                                              | Austria                                                                 | 5 – 0                                                                   | Lettonia                                                                | Qual. Euro 1996                                                         | -                                                                       | 25’                                                                     |
| 26-4-1995                                                               | Riga                                                                    | Lettonia                                                                | 0 – 1                                                                   | Irlanda del Nord                                                        | Qual. Euro 1996                                                         | -                                                                       |                                                                         |
| 19-5-1995                                                               | Riga                                                                    | Lettonia                                                                | 2 – 0                                                                   | Estonia                                                                 | Coppa del Baltico 1995                                                  | -                                                                       |                                                                         |
| 21-5-1995                                                               | Riga                                                                    | Lettonia                                                                | 2 – 0                                                                   | Lituania                                                                | Coppa del Baltico 1995                                                  | -                                                                       |                                                                         |
| 3-6-1995                                                                | Porto                                                                   | Portogallo                                                              | 3 – 2                                                                   | Lettonia                                                                | Qual. Euro 1996                                                         | -                                                                       |                                                                         |
| 7-6-1995                                                                | Belfast                                                                 | Irlanda del Nord                                                        | 1 – 2                                                                   | Lettonia                                                                | Qual. Euro 1996                                                         | -                                                                       |                                                                         |
| 16-8-1995                                                               | Riga                                                                    | Lettonia                                                                | 3 – 2                                                                   | Irlanda del Nord                                                        | Qual. Euro 1996                                                         | -                                                                       |                                                                         |
| 6-9-1995                                                                | Riga                                                                    | Lettonia                                                                | 1 – 0                                                                   | Liechtenstein                                                           | Qual. Euro 1996                                                         | -                                                                       |                                                                         |
| 11-10-1995                                                              | Dublino                                                                 | Irlanda                                                                 | 2 – 1                                                                   | Lettonia                                                                | Qual. Euro 1996                                                         | -                                                                       |                                                                         |
| 12-3-1996                                                               | Larnaca                                                                 | Cipro                                                                   | 1 – 0                                                                   | Lettonia                                                                | Amichevole                                                              | -                                                                       |                                                                         |
| 7-7-1996                                                                | Narva                                                                   | Estonia                                                                 | 1 – 1                                                                   | Lettonia                                                                | Coppa del Baltico 1996                                                  | -                                                                       |                                                                         |
| 8-7-1996                                                                | Narva                                                                   | Lettonia                                                                | 1 – 2                                                                   | Lituania                                                                | Coppa del Baltico 1996                                                  | -                                                                       | 54’, 73’                                                                |
| 1-9-1996                                                                | Riga                                                                    | Lettonia                                                                | 1 – 2                                                                   | Svezia                                                                  | Qual. Mondiali 1998                                                     | -                                                                       | 59’                                                                     |
| 5-10-1996                                                               | Riga                                                                    | Lettonia                                                                | 0 – 2                                                                   | Scozia                                                                  | Qual. Mondiali 1998                                                     | -                                                                       |                                                                         |
| 9-10-1996                                                               | Minsk                                                                   | Bielorussia                                                             | 1 – 1                                                                   | Lettonia                                                                | Qual. Mondiali 1998                                                     | -                                                                       |                                                                         |
| 9-11-1996                                                               | Vienna                                                                  | Austria                                                                 | 2 – 1                                                                   | Lettonia                                                                | Qual. Mondiali 1998                                                     | -                                                                       | 75’                                                                     |
| 17-2-1997                                                               | Dherynia                                                                | Svizzera                                                                | 3 – 2                                                                   | Lettonia                                                                | Torneo internazionale di Cipro                                          | -                                                                       |                                                                         |
| 2-4-1997                                                                | Lucerna                                                                 | Svizzera                                                                | 1 – 0                                                                   | Lettonia                                                                | Amichevole                                                              | -                                                                       | 21’                                                                     |
| 30-4-1997                                                               | Riga                                                                    | Lettonia                                                                | 2 – 0                                                                   | Bielorussia                                                             | Qual. Mondiali 1998                                                     | -                                                                       |                                                                         |
| 18-5-1997                                                               | Tallinn                                                                 | Estonia                                                                 | 1 – 3                                                                   | Lettonia                                                                | Qual. Mondiali 1998                                                     | -                                                                       | 90’                                                                     |
| 8-6-1997                                                                | Riga                                                                    | Lettonia                                                                | 1 – 3                                                                   | Austria                                                                 | Qual. Mondiali 1998                                                     | 1                                                                       |                                                                         |
| 6-9-1997                                                                | Riga                                                                    | Lettonia                                                                | 1 – 0                                                                   | Estonia                                                                 | Qual. Mondiali 1998                                                     | -                                                                       | 56’                                                                     |
| 10-9-1997                                                               | Solna                                                                   | Svezia                                                                  | 1 – 0                                                                   | Lettonia                                                                | Qual. Mondiali 1998                                                     | -                                                                       | 46’                                                                     |
| 19-8-1998                                                               | Reykjavík                                                               | Islanda                                                                 | 4 – 1                                                                   | Lettonia                                                                | Amichevole                                                              | -                                                                       | 40’                                                                     |
| 15-11-2000                                                              | Serravalle                                                              | San Marino                                                              | 0 – 1                                                                   | Lettonia                                                                | Qual. Mondiali 2002                                                     | -                                                                       |                                                                         |
| 28-2-2000                                                               | Vaduz                                                                   | Liechtenstein                                                           | 0 – 2                                                                   | Lettonia                                                                | Amichevole                                                              | -                                                                       |                                                                         |
| 24-3-2001                                                               | Osijek                                                                  | Croazia                                                                 | 4 – 1                                                                   | Lettonia                                                                | Qual. Mondiali 2002                                                     | -                                                                       | 30’                                                                     |
| Totale                                                                  |                                                                         | Presenze                                                                | 41                                                                      |                                                                         | Reti                                                                    | 0                                                                       |                                                                         |

## Palmarès

### Club
- Campionato lettone: 5

Skonto Rīga: 1992, 1993, 1994, 1995, 1996
- Coppa di Lettonia: 3

Skonto Rīga: 1992, 1995
Ventspils: 2003

### Nazionale
- Coppa del Baltico: 2

1993, 1995